# 亚古伯
亚古伯（Yakup，?—?），西喀喇汗国第五代汗，东喀喇汗国苏莱曼·卡迪尔汗的儿子。1089年，塞尔柱王朝入侵西喀喇汗国，俘虏阿赫馬德。亚古伯在塞尔柱军队撤退后，占据喀什噶尔复国，旋即被镇压，逃回七河地区。塞尔柱蘇丹又放回阿赫馬德。
| 前任： 阿赫馬德 | 西喀喇汗国可汗 1089年 | 繼任： 阿赫馬德 |